# Balssipotamon
Balssipotamon là một chi cua nước ngọt trong họ Cua núi (Potamidae) được tìm thấy ở Việt Nam. Hiện nay, loài này là thiếu dữ liệu liên quan đến tình trạng Danh sách đỏ của IUCN về các loài bị đe dọa nhưng riêng đối với loài B. fruehstorferi được xem xét là thuộc diện đang bị đe dọa.

## Các loài
Hiện hành trong chi này gồm 02 loài được ghi nhận:
- Balssipotamon fruehstorferi (Balss, 1914)
- Balssipotamon ungulatum (Dang & Hô, 2003)